# IP Box
IP Box (Innovation Box lub Patent Box) – ulga podatkowa wprowadzona w CIT i PIT w 2019 r. z której mogą korzystać podatnicy prowadzący działalność badawczo-rozwojową (działalność B+R). Ulga polega na preferencyjnym opodatkowaniu dochodów z praw własności intelektualnej, które podlegają ochronie prawnej (np. patent, autorskie prawo do programu komputerowego) i zostały wytworzone, rozwinięte lub ulepszone w ramach prowadzonej przez podatnika działalności B+R. Jeżeli firma w Polsce wytwarza własne IP (prawo własności intelektualnej) wówczas zyski, które z niej płyną, są opodatkowane stawką 5%.

## Korzystanie z ulgi
Ulga na IP Box jest odliczana od podstawy obliczenia podatku. Z ulgi mogą skorzystać przedsiębiorcy opodatkowani:
- w ramach skali podatkowej (PIT-36),
- podatkiem liniowym (PIT-36L),
- podatnicy podatku dochodowego od osób prawnych (CIT-8).

Z ulgi IP Box mogą korzystać przedsiębiorcy w odniesieniu do praw, których są właścicielami, współwłaścicielami lub nabyli je na drodze zakupu, warunkiem koniecznym do spełnienia jest jednak poniesienie wydatku na rozwój lub ulepszenie danego prawa, prowadzenie działalności badawczo rozwojowej oraz prowadzenie ewidencji zdarzeń związanych z IP.

## Kwalifikowany IP Box
Ulga obejmuje podatników prowadzących działalność badawczo-rozwojową, w ramach której wytworzone zostanie kwalifikowane IP (prawo własności intelektualnej).  
Zgodnie z art. 30ca ust. 2 ustawy o PIT i art. 24d ust.2. ustawy o CIT do kwalifikowanych  praw własności intelektualnej zaliczamy:
- prawo ochronne na wzór użytkowy,
- prawo z rejestracji wzoru przemysłowego,
- dodatkowe prawo ochronne dla patentu na produkt leczniczy lub produkt ochrony roślin,
- prawo z rejestracji produktu leczniczego i produktu leczniczego weterynaryjnego dopuszczonego do obrotu oraz wyłączne prawo, o którym mowa w ustawie o ochronie prawnej odmian roślin,
- prawo z rejestracji topografii układu scalonego,
- autorskie prawo do programu komputerowego.

Wymogiem stosowania ulgi IP Box jest prowadzenie ewidencji zdarzeń gospodarczych, w której powinny zostać wyszczególnione wszystkie transakcje związane z dochodami z kwalifikowanych IP, w rozbiciu na łączną sumę przychodów, kosztów, dochodu, straty, dochodów podlegających opodatkowaniu stawką 5%, w tym także dochodu, który nie został objęty preferencyjnym podatkiem.